# Copa Faulcombridge 2023
Die Copa Faulcombridge 2023 war ein Tennisturnier der ITF Women’s World Tennis Tour 2023 für Damen und ein Tennisturnier der ATP Challenger Tour 2023 für Herren in Valencia. Die Turniere fanden parallel vom 20. bis 26. November 2023 statt.